# The Foreshadowing
The Foreshadowing — итальянская дум-метал/готик-метал группа, созданная в 2005 году.

## История
Идея о создании музыкальной группы возникла ещё в 1997 году. Трио музыкантов: Алессандро Паче, Андреа Киодетти и Франческо Состо свою деятельность начали с 1999 года. Они решили создать готик-дум метал группа с эпическим звучанием, при этом современным и оригинальным. Однако, они не смогли найти нужных людей для того, чтобы их группа стала наконец полноценной. За это время группа находилась в эмбриональном состоянии достаточно долго. Так продолжалось до 2006 года, когда к ним не присоединились ударник Джона Паделла, бас-гитарист Давид Песола и вокалист Марко Беневенто.
В сентябре 2010 года The Foreshadowing представили нового бас-гитариста. После долгих поисков достойной замены к группе присоединился Франческо Гвильянелли. Дебют Франческо в составе The Foreshadowing состоялся на фестивале Summer Breeze.
В феврале 2011 года альбом «Oionos» был номинирован на премию Metal Storm Awards в номинации «Лучший готик-метал альбом», а кавер на песню «Russians» — на звание «Лучшего кавера». Также Friedhof Online Magazine признал «Oionos» лучшим альбомом года. В мае этого же года итальянцы отправились в тур вместе с группой Theatres Des Vampires, в рамках которого посетили такие страны, как Германия, Франция, Бельгия, Великобритания. В июне группа выступила на крупнейшем фестивале Wave Gotik Treffen рядом с Katatonia и October Tide.
В конце июня 2011 года музыканты начали работу над новым материалом. В ноябре ребята отправились в студию, процесс записи продолжался до февраля 2012 года. Микшированием и мастерингом занимался Дан Сване. Третий полноформатный альбом The Foreshadowing получил название «Second World». На этом альбоме, по словам самих музыкантов, группа попыталась совместить мелодичность и меланхолия «Days of Nothing» с мрачностью и тяжестью «Oionos».

## Дискография

### Days of Nothing (2007, Candlelight)
1. Cold Waste 06:23
2. The Wandering 04:41
3. Death Is Our Freedom 05:20
4. Departure 04:08
5. Eschaton 06:44
6. Last Minute Train 04:06
7. Ladykiller 04:24
8. The Fall 06:16
9. Days Of Nothing 06:32
10. Into The Lips Of The Earth 03:44

### Oionos (2010, Cyclone Empire Records)
1. The Dawning 06:44
2. Outsiders 05:16
3. Oionos 06:08
4. Fallen Reign 05:45
5. Soliloquium 02:29
6. Lost Humanity 06:10
7. Survivors Sleep 04:46
8. Chant Of Widows 07:28
9. Hope. She's In The Water 05:38
10. Russians (Sting-cover) 05:47
11. Revelation 3-11 03:37

### Second World (2012, Cyclone Empire Records)
1. Havoc 07:12
2. Outcast 04:50
3. The Forsaken Son 04:34
4. Second World 05:37
5. Aftermaths 06:27
6. Ground Zero 04:30
7. Reverie Is A Tyrant 05:15
8. Colonies 06:20
9. Noli Timere 06:00
10. Friends Of Pain 04:01

### Seven Heads Ten Horns (2016, Metal Blade)
1. Ishtar 02:30
2. Fall of Heroes 04:56
3. Two Horizons 05:16
4. New Babylon 06:52
5. Lost Soldiers 04:45
6. 17 06:10
7. Until We Fail 04:53
8. Martyrdom 06:00
9. Nimrod 14:05